# Leguminovora ptychora
Leguminovora ptychora is een vlinder uit de familie bladrollers (Tortricidae). De wetenschappelijke naam voor deze soort is voor het eerst geldig gepubliceerd in 1907 door Meyrick.
De soort komt voor in tropisch Afrika.